# Busta Cup 2001/02
Der Busta Cup 2001/02 war die 36. Saison des nationalen First-Class-Cricket-Wettbewerbes in den West Indies und wurde vom 25. Januar bis zum 7. April 2002 ausgetragen. Gewinner des Wettbewerbes war Jamaika. Die Finalrunde wurde als Busta International Shield 2001/02 vermarktet und wurde durch Guyana gewonnen.

## Format
Die acht Mannschaften spielten in einer Gruppe gegen jedes andere Team jeweils zwei Mal. Für einen Sieg gibt es 12 Punkte, für eine Niederlage nach Führung nach dem ersten Innings vier Punkte, für einen Sieg nach dem ersten Innings bei einem Remis 6 Punkte, für eine Niederlage  nach dem ersten Innings bei einem Remis 6 Punkte, für eine Absage oder keine Entscheidung im ersten Innings 4 Punkte. Der Tabellenführende nach der Gruppenphase ist der Gewinner des Wettbewerbes. Die vier Erstplatzierten der Gruppe spielten in Halbfinale und Finale den Gewinner des Wettbewerbes aus.

## Resultate

### Gruppenphase
Tabelle
Am Ende der Saison nahm die Tabelle die folgende Gestalt an.
| Team                | Sp. | S | N | R | LWF | DWF | DLF | ND | Ded | Punkte |
| ------------------- | --- | - | - | - | --- | --- | --- | -- | --- | ------ |
| Jamaika             | 7   | 6 | 0 | 0 | 0   | 0   | 1   | 0  | 0   | 75     |
| Guyana              | 7   | 4 | 2 | 0 | 0   | 0   | 1   | 0  | 0   | 51     |
| Leeward Islands     | 7   | 3 | 2 | 0 | 0   | 1   | 1   | 0  | 0   | 45     |
| Trinidad und Tobago | 7   | 2 | 2 | 0 | 0   | 2   | 1   | 0  | 0   | 39     |
| Barbados            | 7   | 3 | 3 | 0 | 0   | 0   | 1   | 0  | 0   | 39     |
| Windward Islands    | 7   | 2 | 3 | 0 | 0   | 1   | 1   | 0  | 0   | 33     |
| Bangladesch A       | 7   | 1 | 4 | 0 | 1   | 1   | 0   | 0  | 0   | 22     |
| West Indies B       | 7   | 1 | 5 | 0 | 0   | 1   | 0   | 0  | 0   | 18     |

Sieg: 12 Punkte; Remis: 4 Punkte

## Halbfinale
Die Finalserie wurde als Busta International Shield 2001/02 vermarktet.
| 15. – 18. März Scorecard | Albion | Guyana 491 (182.2) | – | Guyana 442-5 (133.1) |
|                          |        | Remis              |   |                      |

| 15. – 18. März Scorecard | Kingston | Trinidad und Tobago 216 (99.1) & 197 (81.1) | – | Jamaika 209 (60.2) & 206-3 (51.5) |
|                          |          | Jamaika gewinnt mit 7 Wickets               |   |                                   |

## Finale
| 4. – 7. April Scorecard | Kingston | Jamaika 277 (112.1) & 269 (63.3) | – | Guyana 354 (134.5) & 99-3 (50) |
|                         |          | Remis                            |   |                                |

Guyana gewinnt nach dem Ergebnis des ersten Innings.